# Lophomma
Lophomma es un género de arañas araneomorfas de la familia Linyphiidae. Se encuentra en la zona holártica.

## Lista de especies
Según The World Spider Catalog 12.0::
- Lophomma depressum (Emerton, 1882)
- Lophomma punctatum (Blackwall, 1841)
- Lophomma vaccinii (Emerton, 1926)